# Julian Maślanka
Julian Józef Maślanka (ur. 5 marca 1930 w Łukawcu, zm. 7 września 2020 w Krakowie) – polski historyk literatury i edytor, członek Polskiej Akademii Umiejętności, wykładowca Uniwersytetu Jagiellońskiego.

## Życiorys
Był synem Adama Maślanki i Pauliny, z d. Szuberla. Jego rodzice byli rolnikami.
W 1949 ukończył Liceum Ogólnokształcące im. Henryka Sienkiewicza w Łańcucie, następnie rozpoczął studia polonistyczne na Uniwersytecie Jagiellońskim, które, po przymusowej przerwie w latach 1952–1953, ukończył w 1955. W latach 1956–1962 pracował w Domu Kultury Huty im. Lenina w Krakowie. W 1963 obronił pracę doktorską  „Zorian Dołęga Chodakowski – jego miejsce w kulturze polskiej i wpływ na piśmiennictwo romantyczne", napisaną pod kierunkiem Stanisława Pigonia. W latach 1963–1967 był sekretarzem naukowym Ośrodka Badań Prasoznawczych w Krakowie, w latach 1964–1967 redaktorem naczelnym pisma Zeszyty Prasoznawcze. W 1968 uzyskał stopień doktora habilitowanego na podstawie pracy „Słowiańskie mity historyczne w literaturze polskiego oświecenia” i rozpoczął pracę w Instytucie Filologii Polskiej UJ, w latach 1972–1975 był prodziekanem Wydziału Filologicznego UJ, w latach 1971–1975 był redaktorem naczelnym Prac Historycznoliterackich wydawanych w ramach Zeszytów Naukowych UJ. W latach 1975–1978 i 1979–1981 wykładał w Katedrze Języka i Literatury Polskiej Nancy-II, w latach 1976–1980 był kierownikiem tej katedry. W 1979 uzyskał tytuł profesora nadzwyczajnego, w 1986 tytuł profesora zwyczajnego. Od 1995 do 2000 był redaktorem naczelnym Ruchu Literackiego.
W latach 1969–1981 był członkiem Komitetu Słowianoznawstwa PAN. W 1991 został członkiem korespondentem, w 1997 członkiem czynnym Polskiej Akademii Umiejętności, był sekretarzem naukowym Wydziału Filologicznego PAU (do 2000), od 2004 wicedyrektorem, od 2005 dyrektorem tego Wydziału. W latach 1993–1997 był członkiem Komitetu Nauk o Literaturze Polskiej Polskiej Akademii Nauk.
W 1976 został odznaczony Złotym Krzyżem Zasługi, w 1990 Krzyżem Kawalerskim Orderu Odrodzenia Polski.

## Twórczość
Jako historyk literatury debiutował w 1955 artykułem Zorian Dołęga Chodakowski opublikowanym w Kwartalniku Instytutu Polsko-Radzieckiego. W latach 60. opublikował ok. 100 biogramów w ramach cyklu Materiały do słownika dziennikarzy i publicystów polskich na łamach Zeszytów Prasoznawczych, W 1984 opublikował pracę Literatura a dzieje bajeczne (wyd. rozszerzone w 1990) oraz szkice Polska folklorystyka romantyczna, w 2001 tom Z dziejów literatury i kultury. Opracował pisma Zoriana Dołęgi-Chodakowskiego  O Sławiańszczyźnie przed chrześcijaństwem oraz inne pisma i listy (1967), za co otrzymał w 1968 Nagrodę Wydziału I PAN oraz Śpiewy sławiańskie pod strzechą wiejską zebrane (1973), a także Poezje Augusta Antoniego Jakubowskiego (1973 – również nagrodzony Nagrodą Wydziału I PAN). Był redaktorem Encyklopedii wiedzy o prasie (wyd. 1976), przygotował do wydania wybór prac Antoniego Małeckiego Od antyku do romantyzmu (1979) i Stanisława Pigonia Poprzez stulecia. Studia z dziejów literatury i kultury (1984). Dla serii Biblioteka Narodowa przygotował Myszeidos pieśni X Ignacego Krasickiego. W 1987 został członkiem zespołu redakcyjnego Dzieł wszystkich Cypriana Kamila Norwida, w 1993 członkiem Komitetu Redakcyjnego Wydania Rocznicowego „Dzieł” Adama Mickiewicza. Dla tej ostatniej edycji opracował tom 7  Pisma historyczne; Wykłady lozańskie (wyd. 1996), tom 8 Literatura słowiańska. Kurs pierwszy (wyd. 1997), tom 9 Literatura słowiańska. Kurs drugi (wyd. 1997), tom 10 Literatura słowiańska. Kurs trzeci (wyd. 1998) i tom 11 Literatura słowiańska. Kurs czwarty (wyd. 1998).